# Pietro Generali (compositor)
Pietro Generali (Masserano, 1773-Novara, 1832) fue un compositor de óperas italiano.

## Biografía
Estudió con Giovanni Masi en Roma donde en el año 1802 estrenó su primera ópera. Entre 1817 y 1821 dirigió el Teatro de la Santa Cruz de Barcelona, donde estrenó Gusmano di Valor (1817) y La cecchina (1818). Más adelante, fue maestro de capilla de la catedral de Novara en Italia. Es el creador del efecto musical dinámico del crescendo en las codas de las arias, cuyo gran desarrollador sería Gioacchino Rossini, unos pocos años después.
Escribió alrededor de 60 óperas, música religiosa, y la cantata Roma liberata.

## Óperas
- Pamela nubile (1804)
- Don Chisciotte (1805)
- Le lagrime d'una vedova (1808)
- L'amore prodotto dall'odio (1810)
- Adelina (1810)
- La vedova delirante (1811)
- Chi non risica non rosica (1811)
- La vedova stravagante (1812)
- L'impostore (1815)
- I baccanali di Roma (1816)
- Rodrigo di Valenza (1817)
- Il servo padrone (1818)
- Adelaide di Borgogna (1819)
- Jefte (1823)
- Il divorzio persiano (1828)
- Francesca da Rimini (1829)
- Il romito di Provenza (1831)